# Costus allenii
Costus allenii är en enhjärtbladig växtart som beskrevs av Paulus Johannes Maria Maas. Costus allenii ingår i släktet Costus och familjen Costaceae. Inga underarter finns listade.